# عمارة بن القعقاع
عمارة بن القعقاع بن شبرمة ، الضبي ، الكوفي . ابْن أخي عَبد اللَّه بْن شبرمة. من رواة الحديث وهو ثقة. ، وكان أسن من عمه عَبد اللَّه بْن شبرمة ، وكان يفضل عَلَى عمه.ذكره ابنُ حِبَّان فِي كتاب "الثقات.

## روايته للحديث النبوي
- .رَوَى عَن: الأخنس بْن خليفة الضبي ، والحارث العكلي ، وعبد الرحمن بْن أَبي نعم البجلي، وأبي زرعة بْن عَمْرو بْن جرير ، وأبي صالح السمان.
- رَوَى عَنه: جرير بن عبد الحميد الضبي ، والحارث العكلي، وهو من شيوخه، وسفيان الثوري ، وسفيان بْن عُيَيْنَة ، وسُلَيْمان الأعمش ، وشَرِيك بْن عَبد الله ، وعَبْد الْوَاحِدِ بْن زياد ، وعثمان بْن زائدة، وفضيل بْن غزوان ، وابْنه القعقاع بْن عمارة بْن القعقاع، ومحمد بْن فضيل بْن غزوان.[2]

## أقوال العلماء فيه
الجرح والتعديل
- أبو حاتم الرازي : صالح الحديث
- أحمد بن شعيب النسائي : ثقة
- أحمد بن صالح الجيلي : ثقة
- ابن حجر العسقلاني : ثقة أرسل عن ابن مسعود
- محمد بن سعد كاتب الواقدي : وثقه
- يحيى بن معين : ثقة
- يعقوب بن سفيان الفسوي : وثقه، ومرة: لا بأس به